# Roland Dyens
Roland Dyens (Túnez, 19 de octubre de 1955-París, 29 de octubre de 2016) fue un guitarrista clásico y compositor francés. Su primer acercamiento a la guitarra fue a los 9 años. Posteriormente fue alumno del guitarrista español Alberto Ponce. A los 21 años consiguió la Licence de Concert de L’Ecole Normale de Musique de Paris.

## Carrera artística
Aprendió composición con Désiré Dondeyne (compositor y director de orquesta).
Es importante su gran valía como intérprete, arreglista, compositor y artista improvisador.
Entre otros títulos consiguió:
- Premio en Armonía, Contrapunto y Análisis.
- Premio Especial en el Concurso Internacional Cittá de Alessandria (Italia).
- Grand Prix de L´Académie Charles-Cros.
- Dos premios en honor a Heitor Villa-Lobos (compositor brasileño).
- Laureado por Yehudi Menuhin Foundation.
- Premio de la "Chitarra d’Oro".

Tocó en las siguientes salas:
Salle Cortot, Théâtre de Paris, Espace Cardin, Salle Gaveau, Auditorium des Halles, en los Festivales Internacionales de Guitarra de Niza, Cannes, París, Lieja (Bélgica), Arvika (Suecia), Tychy (Polonia), Esztergom (Hungría), Marktoberdorf (Alemania), el Festival de Guitarra Clásica de Gran Bretaña, Festival du Marais (París), Festival Internacional de arte lírico de Aix-en-Provence, Festival de Radio France en Montpellier, idem, Printemps de Bourges, Musicora, Teatro Teresa Carreño, Caracas Venezuela, Carrefour Mondial de la Guitare en Martinique, en el Stetson University Guitar Workshop (Florida, EE. UU.)
Fue nombrado Profesor del Conservatorio Nacional Superior de Música en París.

## Discografía y composiciones
Grabó 13 discos y realizó numerosos arreglos y composiciones.

### Discos
- Naquele Tempo
- Night And Day
- Nuages
- Citrons Doux
- Chansons françaises volume 1
- Chansons françaises volume 2
- Paris Guitare/Chansons françaises volume 1 & 2
- Concerto en Si for guitar and ensemble of 21 guitars
- Concierto de Aranjuez
- Ao Vivo
- Hommage à Georges Brassens
- Hommage à Villa-Lobos
- Heitor Villa-Lobos/Les Préludes

### Composiciones y arreglos
- Aria (guitar quintet)
- Alba Nera (solo guitar)
- Brésils (4 guitars or ensemble)
- Chansons françaises Vol. 1 (solo guitar )
- Chansons françaises Vol. 1 (solo guitar - tablatures)
- Chansons françaises Vol. 2 (solo guitar)
- Citrons doux et le Quatuor Accorde (solo guitar)
- Concertino de Nürtingen (solo guitar & guitar ensemble)
- Concerto en si (solo guitar & guitar ensemble)
- Concerto métis (guitar & piano)
- Concerto métis (solo guitar & string orchestra)
- Concertomaggio (2 guitars and string orchestra)
- Côté Nord (2 guitars)
- Côté Sud (guitar octet - quartet possible)
- Eloge de Léo Brouwer (solo guitar)
- El último recuerdo (solo guitar)
- Hamsa (4 guitars or guitar ensemble)
- Hommage à Franck Zappa (solo guitar)
- Hommage à Villa-Lobos (solo guitar)
- L.B. Story (solo guitar)
- Lettres - 20 (solo guitar)
- Libra Sonatine (solo guitar)
- Lulla by Melissa (solo guitar)
- Mambo des Nuances et Lille Song (solo guitar)
- Mes arrangements à l’amiable (solo guitar)
- Muguet et L’Allusive (solo guitar)
- Rossiniana n.º 1 d’après Mauro Giuliani (solo guitar & string quartet)
- Rythmaginaires (guitar octet)
- Santo Tirso (solo guitar)
- Songe Capricorne (solo guitar)
- Suite Polymorphe (4 guitars or guitar ensemble)
- Tango en Skaï (solo guitar & string quartet)
- Tango en Skaï (solo guitar)
- Triaela (solo guitar)
- Trois Saudades (solo guitar)
- Trois (3) pièces polyglottes - Valse des loges, Flying Wigs & Sols d’Ièze (solo guitar)
- Varna - Future Memories (3 guitars)
- Valse des anges - Angel’s waltz (solo guitar)
- Valse en skaï (solo guitar)
- Variations sur un thème de la "Flûte Enchantée" Mozart/ Sor (4 guitars or guitar ensemble)
- Ville d'Avril (4 guitars or guitar ensemble)
- Ville d'Avril (solo guitar)